# Lowell Wood
Pour les articles homonymes, voir Wood.
Lowell Wood, né en 1941, est un astrophysicien américain qui a participé à l'Initiative de défense stratégique et à des études de géo-ingénierie. Il a été affilié au Lawrence Livermore National Laboratory et à la Hoover Institution, et a présidé la Commission EMP. Il est un inventeur prolifique répertorié pour 1761 brevets américains au 21 août 2018. Il a dépassé Thomas Edison le 30 juin 2015, devenant l'inventeur le plus prolifique des États-Unis en fonction du nombre de brevets américains délivrés,.
Lowell Wood a obtenu un doctorat en géophysique de l'Université de Californie à Los Angeles en 1965 pour une thèse intitulée Processus hyperthermiques dans l'atmosphère solaire,. Il travaille pour Intellectual Ventures (en).
Lowell Wood rencontre et consulte des groupes de réflexion mondiaux sur le réchauffement climatique. Il a suggéré des mesures anti-réchauffement climatique, y compris des miroirs spatiaux (en), la séquestration du carbone dans l'océan, l'injection d'aérosols stratosphériques (en) et des réacteurs nucléaires super efficaces. Grâce à Intellectual Ventures, il consulte Bill Gates et la Fondation Bill-et-Melinda-Gates pour soutenir leur programme mondial de vaccination et d'autres projets humanitaires.